# Антіок (Іллінойс)
Антіок (англ. Antioch) — селище (англ. village) в США, в окрузі Лейк штату Іллінойс. Населення — 14 622 особи (2020).

## Географія
Антіок розташований за координатами 42°28′28″ пн. ш. 88°4′13″ зх. д. / 42.47444° пн. ш. 88.07028° зх. д. (42.474393, -88.070387).  За даними Бюро перепису населення США в 2010 році селище мало площу 22,27 км², з яких 21,27 км² — суходіл та 1,00 км² — водойми.

### Клімат
| Клімат : Антіок         | Клімат : Антіок | Клімат : Антіок | Клімат : Антіок | Клімат : Антіок | Клімат : Антіок | Клімат : Антіок | Клімат : Антіок | Клімат : Антіок | Клімат : Антіок | Клімат : Антіок | Клімат : Антіок | Клімат : Антіок | Клімат : Антіок |
| Показник                | Січ.            | Лют.            | Бер.            | Квіт.           | Трав.           | Черв.           | Лип.            | Серп.           | Вер.            | Жовт.           | Лист.           | Груд.           | Рік             |
| Абсолютний максимум, °C | 17,2            | 21,1            | 30,0            | 32,2            | 34,4            | 37,8            | 40,6            | 40,0            | 38,9            | 31,7            | 25,6            | 20,0            | 40,6            |
| Середній максимум, °C   | −1,7            | 0,6             | 6,6             | 13,9            | 20,1            | 25,6            | 27,8            | 27,0            | 22,9            | 16,1            | 8,2             | 0,6             | 14,0            |
| Середній мінімум, °C    | −10,1           | −8,2            | −2,9            | 3,1             | 8,6             | 14,1            | 16,9            | 16,3            | 11,9            | 5,0             | −0,5            | −7,4            | 4,0             |
| Абсолютний мінімум, °C  | −33,9           | −31,7           | −26,1           | −14,4           | −5              | 0,6             | 5,0             | 3,3             | −2,8            | −8,3            | −21,1           | −31,1           | −33,9           |
| Норма опадів, мм        | 41              | 38              | 53              | 82              | 108             | 120             | 91              | 104             | 90              | 78              | 70              | 59              | 934             |
| ----------------------- | --------------- | --------------- | --------------- | --------------- | --------------- | --------------- | --------------- | --------------- | --------------- | --------------- | --------------- | --------------- | --------------- |
| Джерело: NOAA           |                 |                 |                 |                 |                 |                 |                 |                 |                 |                 |                 |                 |                 |

## Демографія
Згідно з переписом 2010 року, у селищі мешкало 14 430 осіб у 4993 домогосподарствах у складі 3862 родин. Густота населення становила 648 осіб/км².  Було 5273 помешкання (237/км²).
Расовий склад населення:
| - 88,8 % — білих - 3,7 % — азіатів - 3,1 % — чорних або афроамериканців - 0,2 % — корінних американців - 0,1 % — вихідців з тихоокеанських островів - 2,0 % — осіб інших рас |

До двох чи більше рас належало 2,1 %. Частка іспаномовних становила 8,5 % від усіх жителів.
За віковим діапазоном населення розподілялося таким чином: 30,6 % — особи молодші 18 років, 60,7 % — особи у віці 18—64 років, 8,7 % — особи у віці 65 років та старші. Медіана віку мешканця становила 35,4 року. На 100 осіб жіночої статі у селищі припадало 97,9 чоловіків;  на 100 жінок у віці від 18 років та старших — 94,0 чоловіків також старших 18 років.
Середній дохід на одне домашнє господарство  становив 88 883 долари США (медіана — 76 012), а середній дохід на одну сім'ю — 100 278 доларів (медіана — 91 961). Медіана доходів становила 58 644 долари для чоловіків та 50 163 долари для жінок. За межею бідності перебувало 9,1 % осіб, у тому числі 11,3 % дітей у віці до 18 років та 8,8 % осіб у віці 65 років та старших.
Цивільне працевлаштоване населення становило 7136 осіб. Основні галузі зайнятості: освіта, охорона здоров'я та соціальна допомога — 20,6 %, роздрібна торгівля — 15,5 %, виробництво — 14,2 %.